# فرودگاه شمیدت
فرودگاه شمیدت (به انگلیسی: Schmidt Airport) یک فرودگاه خصوصی است که یک باند فرود چمن دارد و طول باند آن ۷۰۱ متر است. این فرودگاه در کشور ایالات متحده آمریکا قرار دارد و در ارتفاع ۱۹۸ متری از سطح دریا واقع شده است.